# Zapalovací svíčka

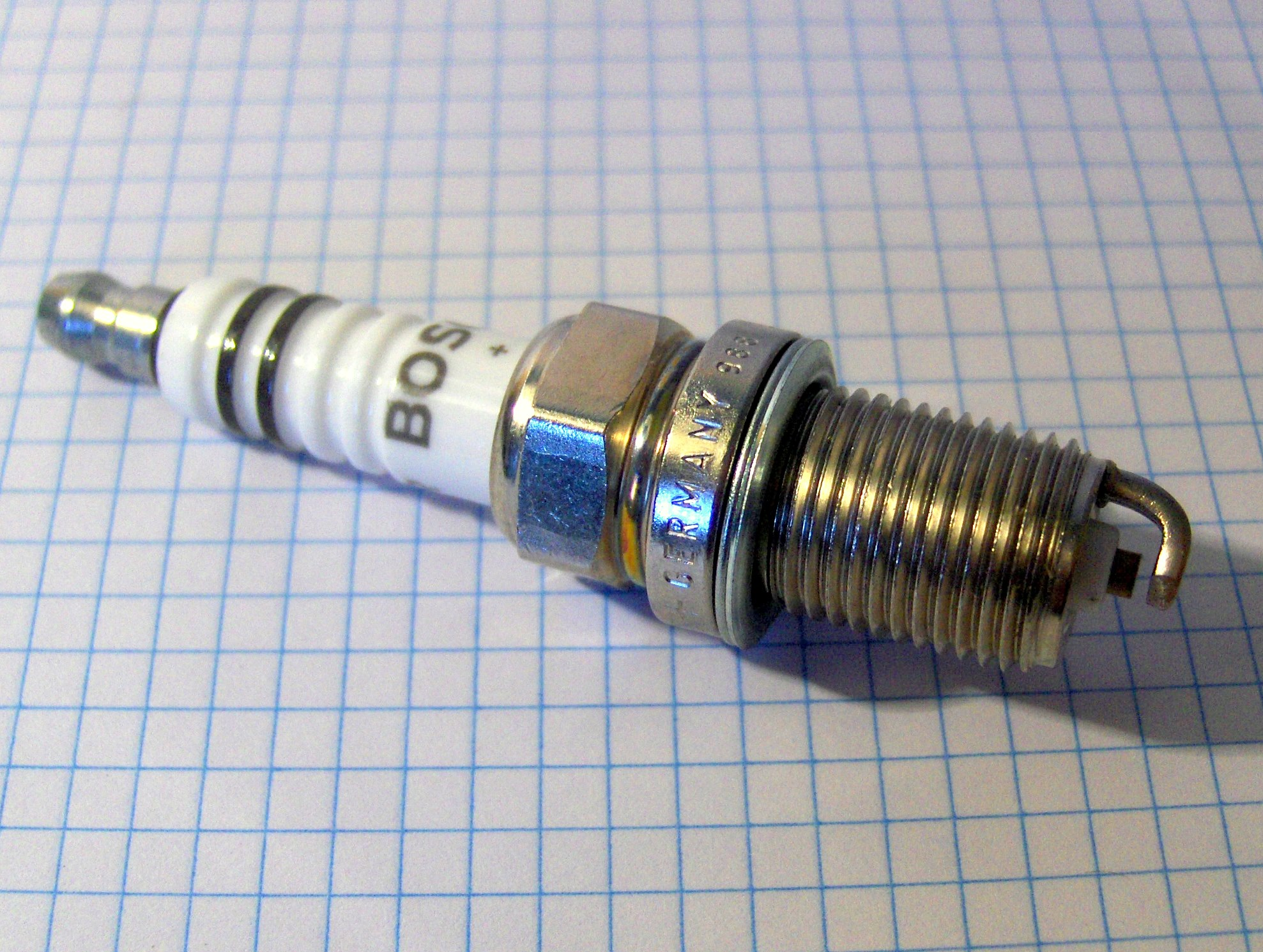
Zapalovací svíčka Bosch

Zapalovací svíčka je nezbytná část zážehového motoru. Zapaluje stlačenou směs paliva se vzduchem ve válci a tím iniciuje hoření, po němž následuje expanze plynů, jež uvádí píst v pohyb. Svíčka je vlastně jiskřiště pro zapalovací proud, které tvoří střední a vnější elektroda upravená tak, aby mohla být vložena do pracovního prostoru zážehového motoru.
Střední elektrodu obklopuje izolátor, jehož spodní část je zalisována do ocelového pláště svíčky, který je opatřen závitem pro zašroubování svíčky do hlavy válce a ve své spodní části je vytvarován do vnější elektrody. Vzdálenost mezi elektrodami se nazývá elektrodová vzdálenost (lidově „odtrh“) zapalovací svíčky. Její velikost je v kódovém značení svíčky. Pro každý zážehový spalovací motor vozidla je individuální a správné nastavení je nezbytné pro funkci motoru.

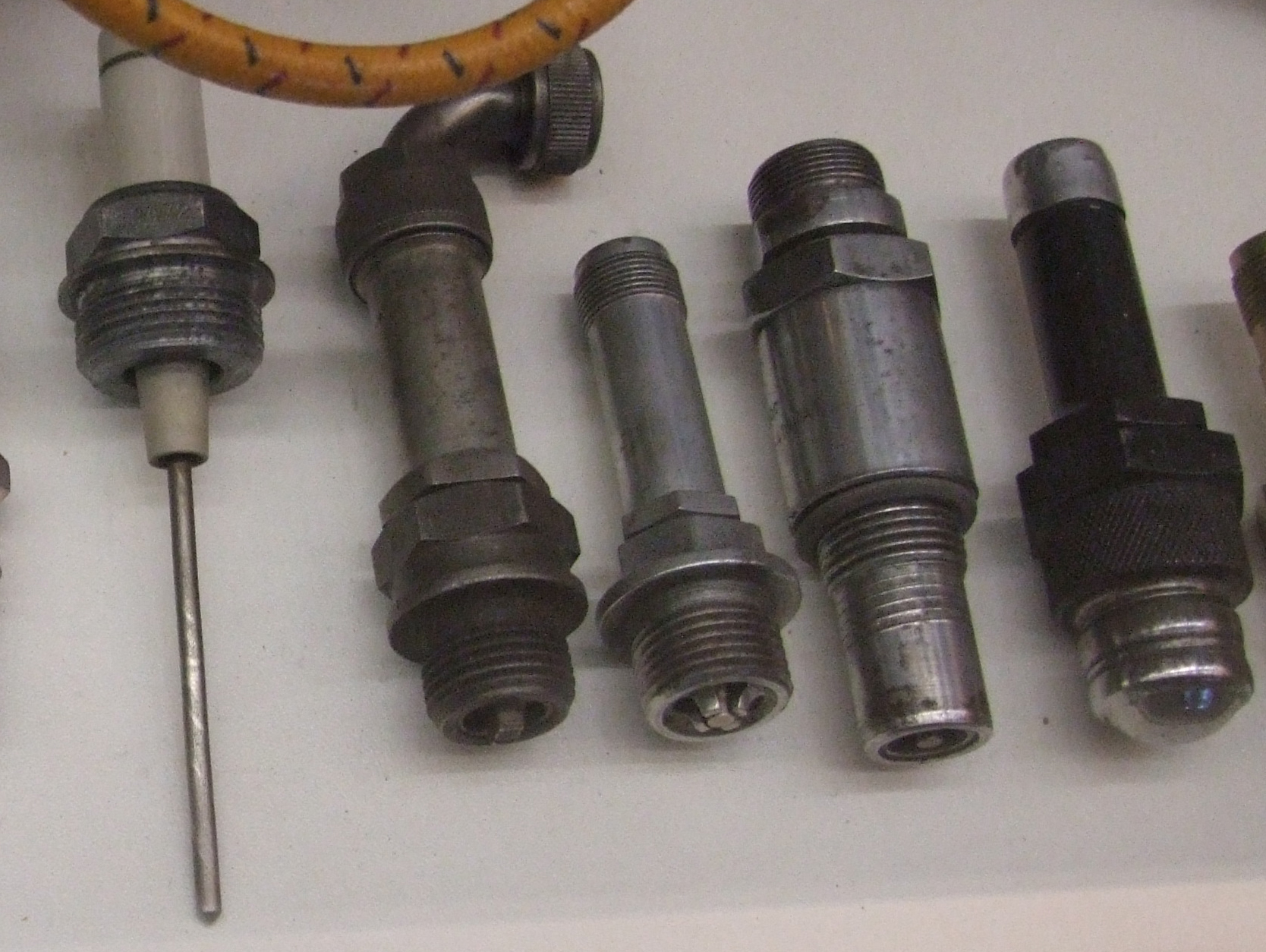
Historické svíčky, Museum Autovision, Altlußheim

## Historie
V roce 1860 poprvé použil zapalovací svíčku u zážehového spalovacího motoru Joseph Étienne Lenoir. První patenty na zapalovací svíčky podali Nikola Tesla (1898), Frederick Richard Simms (1898) a Robert Bosch (1898), jako vynálezce je uváděn i Karl Benz. Masové využití svíčky ovšem umožnil až vynález zapalování pomocí magneta, jehož byla svíčka součástí a který vymyslel Boschův inženýr Gottlob Honold v roce 1902.
V České republice začala výroba zapalovacích svíček v roce 1935 v Táboře. Obchodní značky zapalovacích svíček byly Brita, Cíl, Pal.

## Značení zapalovacích svíček
Zapalovací svíčky jsou označovány kódem tvořeným z čísel a písmen. Každý výrobce používá svoje kódové značení. Tabulka uvádí kódové značení českého výrobce zapalovacích svíček.
| Popis                                                                                   | Kód          | Význam                                                                                          |
| --------------------------------------------------------------------------------------- | ------------ | ----------------------------------------------------------------------------------------------- |
| Rozměr pouzdra rozměr závitu / délka závitu / montážní klíč / kuželové sedlo / podložka | A            | M10x1,50 / 19mm / 16mm / ne / ano                                                               |
| Rozměr pouzdra rozměr závitu / délka závitu / montážní klíč / kuželové sedlo / podložka | B            | M12x1,25 / 19mm / 16mm / ne / ano                                                               |
| Rozměr pouzdra rozměr závitu / délka závitu / montážní klíč / kuželové sedlo / podložka | C            | M10x1,00 / 26,5mm / 14mm / ne / ano                                                             |
| Rozměr pouzdra rozměr závitu / délka závitu / montážní klíč / kuželové sedlo / podložka | D            | M14x1,25 / 19mm / 16mm / ne / ano                                                               |
| Rozměr pouzdra rozměr závitu / délka závitu / montážní klíč / kuželové sedlo / podložka | E            | M14x1,25 / 26,5mm / 16mm / ne / ano                                                             |
| Rozměr pouzdra rozměr závitu / délka závitu / montážní klíč / kuželové sedlo / podložka | F            | M18x1,50 / 11,2mm / 21mm / ano / ne                                                             |
| Rozměr pouzdra rozměr závitu / délka závitu / montážní klíč / kuželové sedlo / podložka | G            | M14x1,25                                                                                        |
| Rozměr pouzdra rozměr závitu / délka závitu / montážní klíč / kuželové sedlo / podložka | H            | M14x1,25                                                                                        |
| Rozměr pouzdra rozměr závitu / délka závitu / montážní klíč / kuželové sedlo / podložka | J            | M14x1,25                                                                                        |
| Rozměr pouzdra rozměr závitu / délka závitu / montážní klíč / kuželové sedlo / podložka | K            | M14x1,25                                                                                        |
| Rozměr pouzdra rozměr závitu / délka závitu / montážní klíč / kuželové sedlo / podložka | L            | M14x1,25                                                                                        |
| Rozměr pouzdra rozměr závitu / délka závitu / montážní klíč / kuželové sedlo / podložka | M            | M12x1,25                                                                                        |
| Rozměr pouzdra rozměr závitu / délka závitu / montážní klíč / kuželové sedlo / podložka | N            | M14x1,25                                                                                        |
| Rozměr pouzdra rozměr závitu / délka závitu / montážní klíč / kuželové sedlo / podložka | NA           | M10x1,00                                                                                        |
| Rozměr pouzdra rozměr závitu / délka závitu / montážní klíč / kuželové sedlo / podložka | P            | M14x1,25                                                                                        |
| Rozměr pouzdra rozměr závitu / délka závitu / montážní klíč / kuželové sedlo / podložka | Q            | M12x1,25                                                                                        |
| Rozměr pouzdra rozměr závitu / délka závitu / montážní klíč / kuželové sedlo / podložka | R            | M14x1,25                                                                                        |
| Rozměr pouzdra rozměr závitu / délka závitu / montážní klíč / kuželové sedlo / podložka | S            | M10x1,00                                                                                        |
| Rozměr pouzdra rozměr závitu / délka závitu / montážní klíč / kuželové sedlo / podložka | T            | M10x1,00                                                                                        |
| Rozměr pouzdra rozměr závitu / délka závitu / montážní klíč / kuželové sedlo / podložka | U            | M14x1,25                                                                                        |
| Rozměr pouzdra rozměr závitu / délka závitu / montážní klíč / kuželové sedlo / podložka | 3V           | M16x1,50                                                                                        |
| Vysunutí pouzdra do spalovacího prostoru                                                | bez označení | odpovídá normě ISO                                                                              |
| Vysunutí pouzdra do spalovacího prostoru                                                | O            | neodpovídá normě ISO                                                                            |
| Odrušení                                                                                | bez označení | bez odrušovacího odporu                                                                         |
| Odrušení                                                                                | R            | s odrušovacím odporem                                                                           |
| Odrušení                                                                                | X            | s odrušovacím odporem pro snížení opalů elektrod                                                |
| Tepelná hodnota                                                                         | 19           | teplá                                                                                           |
| Tepelná hodnota                                                                         | 18           | ∧                                                                                               |
| Tepelná hodnota                                                                         | 17           | I                                                                                               |
| Tepelná hodnota                                                                         | 16           | I                                                                                               |
| Tepelná hodnota                                                                         | 15           | I                                                                                               |
| Tepelná hodnota                                                                         | 14           | I                                                                                               |
| Tepelná hodnota                                                                         | 12           | I                                                                                               |
| Tepelná hodnota                                                                         | 11           | I                                                                                               |
| Tepelná hodnota                                                                         | 10           | I                                                                                               |
| Tepelná hodnota                                                                         | 09           | ∨                                                                                               |
| Tepelná hodnota                                                                         | 08           | studená                                                                                         |
| Konstrukce jiskřiště                                                                    | bez označení | nevysunutá špička izolátoru                                                                     |
| Konstrukce jiskřiště                                                                    | Y            | vysunutá špička izolátoru                                                                       |
| Konstrukce jiskřiště                                                                    | L            | extrémně vysunutá špička izolátoru                                                              |
| Konstrukce jiskřiště                                                                    | D            | vysunutá špička izolátoru a dvě vnější elektrody                                                |
| Konstrukce jiskřiště                                                                    | T            | vysunutá špička izolátoru a tři vnější elektrody                                                |
| Konstrukce jiskřiště                                                                    | G            | nevysunutá špička izolátoru a kruhové jiskřiště                                                 |
| Konstrukce jiskřiště                                                                    | LG           | extrémně vysunutá špička izolátoru a kruhové jiskřiště                                          |
| Konstrukce jiskřiště                                                                    | Z            | dvě pomocné elektrody na špičce izolátoru a kruhové jiskřiště                                   |
| Konstrukce jiskřiště                                                                    | TX           | jedna pomocná elektroda na špičce izolátoru a tři vnější elektrody                              |
| Konstrukce jiskřiště                                                                    | LT           | extrémně vysunutá špička izolátoru a tři vnější elektrody                                       |
| Materiál elektrod                                                                       | bez označení | střední elektroda se slitiny niklu                                                              |
| Materiál elektrod                                                                       | C            | střední elektroda s měděným jádrem nebo elektroda vyrobená ze speciální slitiny legované itriem |
| Materiál elektrod                                                                       | E            | střední a vnější elektroda legovaná ytriem s měděným jádrem                                     |
| Materiál elektrod                                                                       | S            | stříbrná střední elektroda                                                                      |
| Materiál elektrod                                                                       | P            | střední elektroda s platinovým kontaktem                                                        |
| Materiál elektrod                                                                       | IR           | iridiový kontakt na střední elektrodě                                                           |
| Elektrodová vzdálenost                                                                  | bez označení | 0,4 - 0,9 mm                                                                                    |
| Elektrodová vzdálenost                                                                  | -1           | 1,0 - 1,1 mm                                                                                    |
| Elektrodová vzdálenost                                                                  | -3           | 1,3 mm                                                                                          |
| Elektrodová vzdálenost                                                                  | -9           | 0,9 - speciální provedení                                                                       |
| Elektrodová vzdálenost                                                                  | -T           | speciální provedení                                                                             |